# Calandra

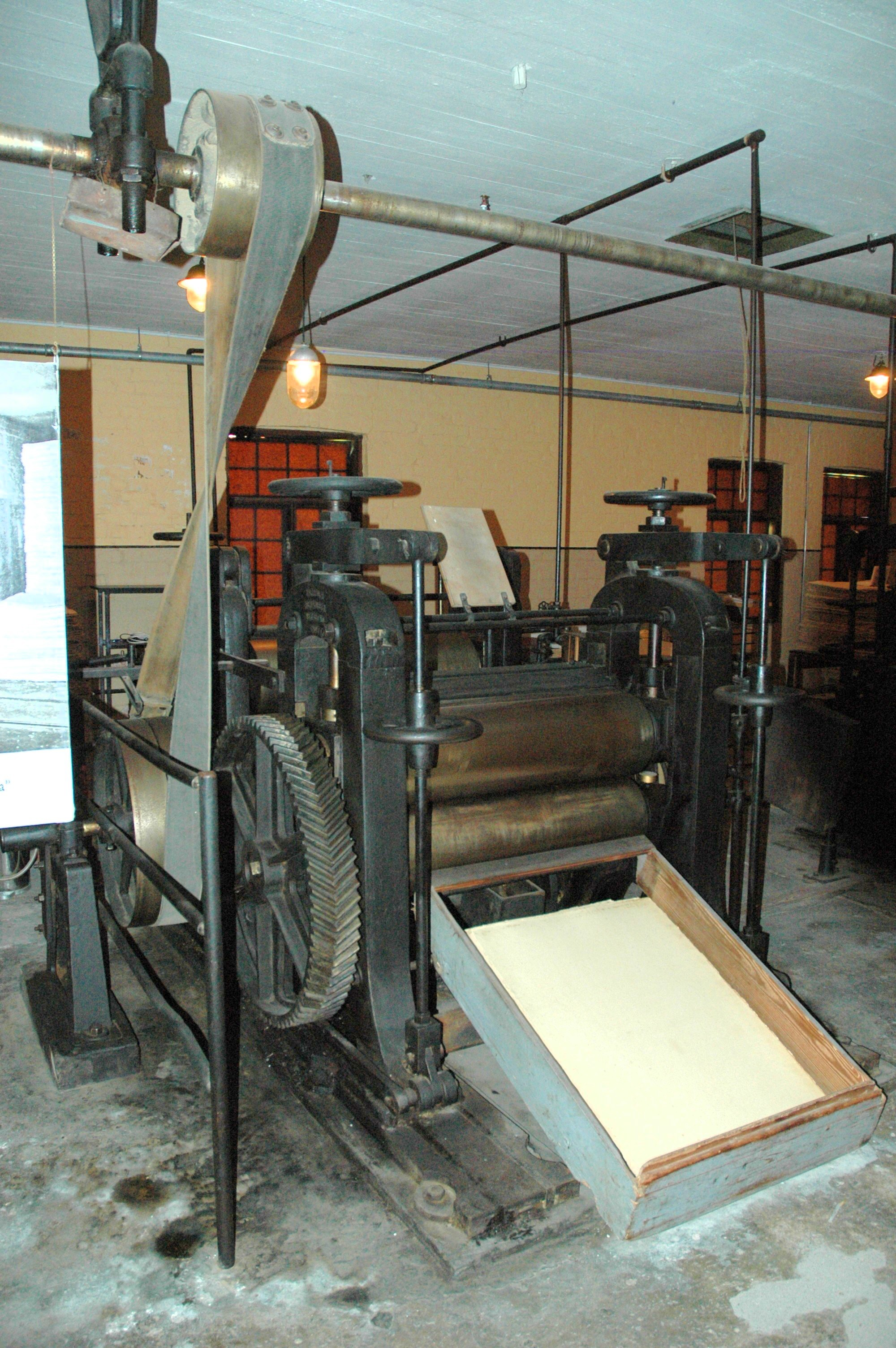
Calandra de enllustrar, màquina de calandratge.

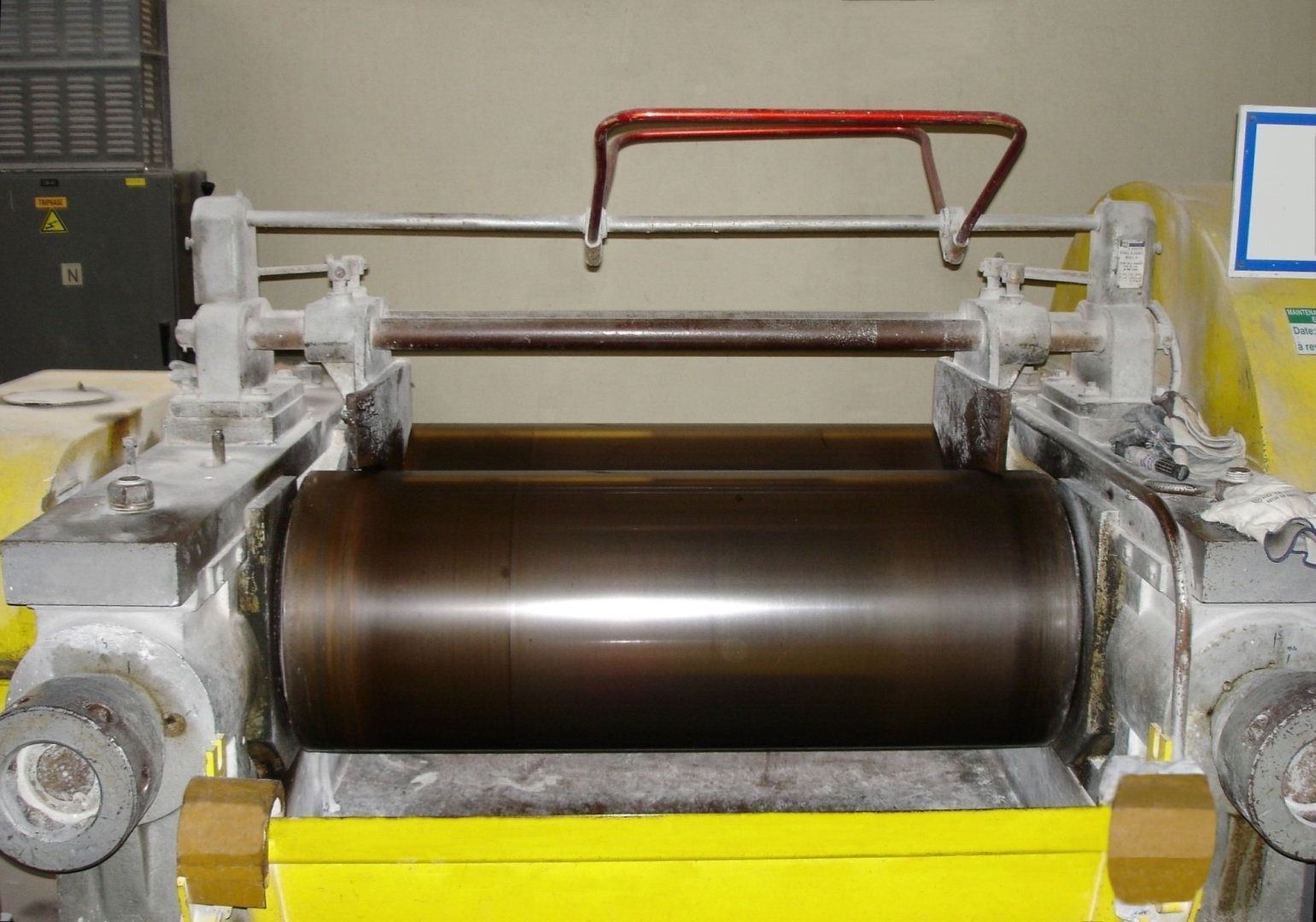
Màquina de calandratge.

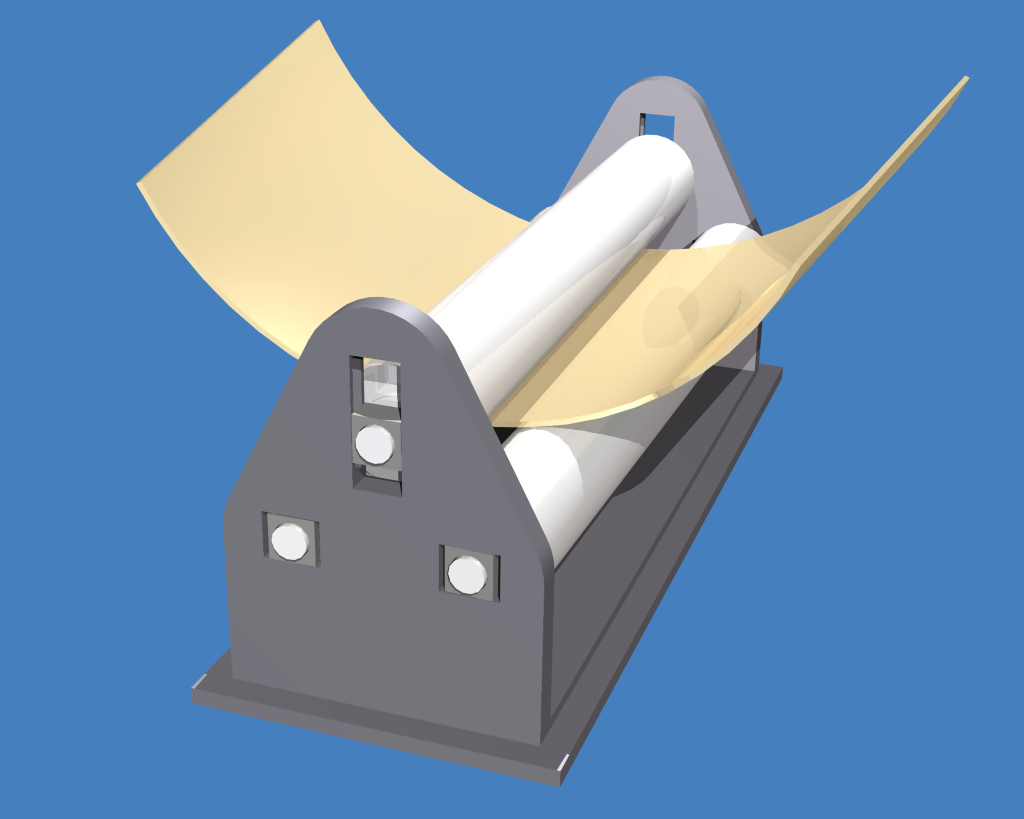
La làmina de paper, passa a través dels rotlles de la Calandra.

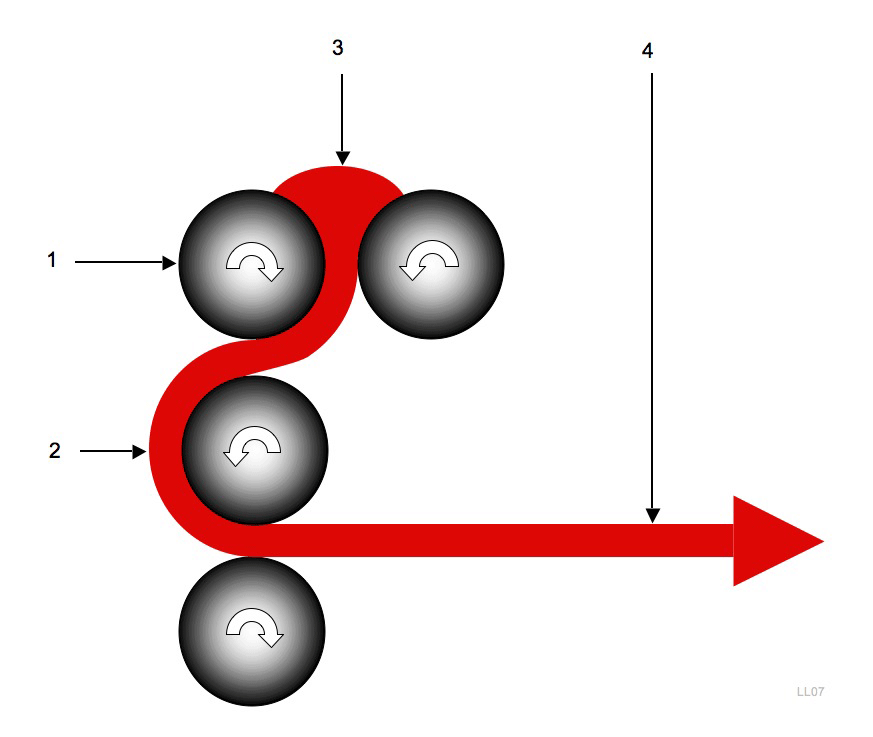
Procés de calandratge.

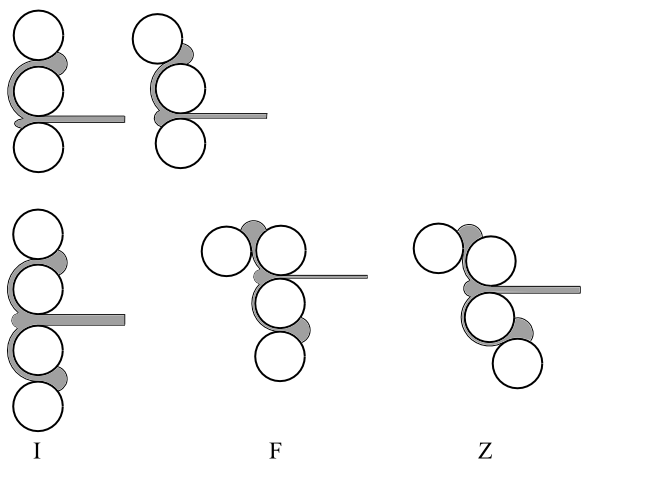
Tres diferents procediments de calandratge.

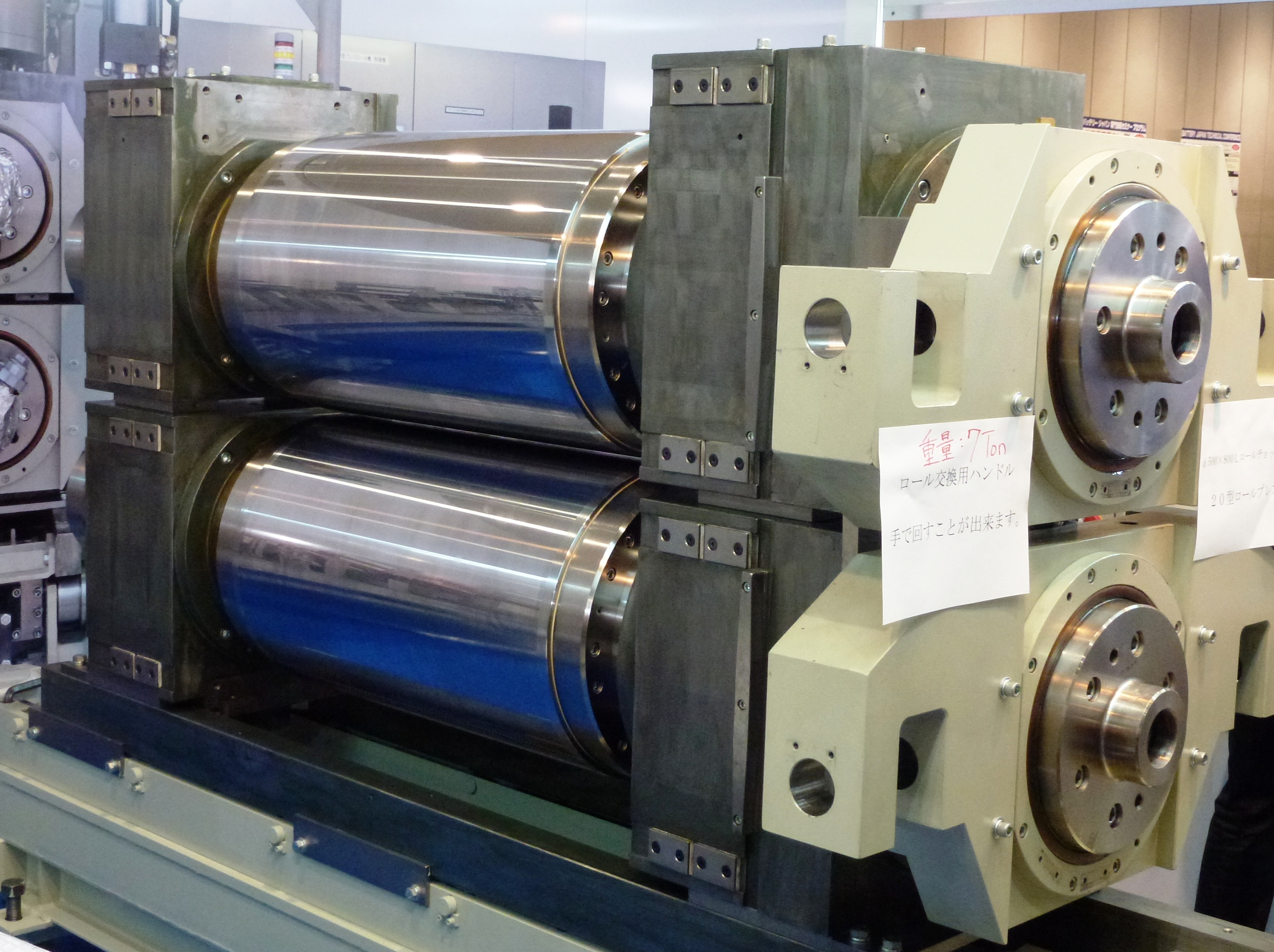
Calender machine for electrode pressing in Lithium-ion battery manufacturing

Una calandra és una màquina que s'empra en els telers o fàbriques de teixits per donar-los brillantor, principalment quan es tracta de teles de cotó.
La calandra s'empra tan aviat per donar l'última pressió als teixits abans de posar-los a la venda per poder fer la seva superfície llisa, unida i consistent. És necessari per als teixits que han de ser sotmesos a la impressió, variant el grau de pressió segons la consistència que hagi de donar-se d'acord amb l'objectiu que es proposa el teixidor.

## Característiques
La calandra es compon de dos o més cilindres laminadors que es toquen. La pressió es gradua per contrapesos, sent varis els cilindres. La tela passa per entre els dos primers cilindres superiors, després entre el segon i tercer i així successivament. El més corrent és que la màquina tingui cinc cilindres i es premsen alhora dues peces de tela passant cadascuna dues vegades per aquest laminador. Dels cilindres, un almenys ha de ser de metall i aquest, perfectament allisat i brunyit en la seva superfície és buit i s'escalfa en general per un corrent de vapor que circula entre aquest cilindre i un altre d'interior que li és concèntric.
Quan per un sistema d'engranatges es donen velocitats diferents als cilindres, augmenta considerablement la lluïssor que pren la tela. A les calandres que funcionen d'aquesta manera se les anomena calandres de llustrar.
Si immediatament abans de passar la tela per la calandra es ruixa lleugerament amb aigua, adquireix un aspecte especial. La bellesa de l'acabat augmenta si durant el cilindratge se li dona a la tela un lleuger moviment de vaivé en el sentit de la seva amplada, (aquest moviment pot aconseguir-se amb un mecanisme especial).